# Токсандрия

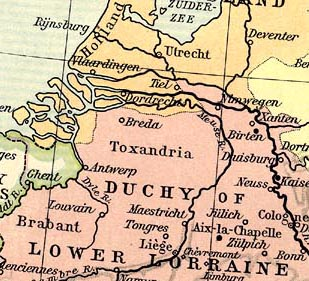
Токсандрия в 919—1125 гг.

Токса́ндрия (нидерл. Toxandrië) — древнее название региона в Северном Брабанте. Расположена между реками Маас и Шельда в бельгийско-нидерландском пограничье.
После непрерывных нападений франков на Римскую империю император Флавий Клавдий Юлиан передал в 358 году эти земли салическим франкам на поселение в обмен на их переход на его службу. Франки поставляли солдат и выполняли функции по охране границ. Впоследствии Токсандрия стала самостоятельным княжеством.